# Sonora, Pueblo Nuevo Solistahuacán
Sonora är en ort i Mexiko.   Den ligger i kommunen Pueblo Nuevo Solistahuacán och delstaten Chiapas, i den sydöstra delen av landet, 700 km öster om huvudstaden Mexico City. Sonora ligger 1 454 meter över havet och antalet invånare är 845.
Terrängen runt Sonora är varierad. Runt Sonora är det ganska tätbefolkat, med 104 invånare per kvadratkilometer. Närmaste större samhälle är Simojovel de Allende, 13,3 km öster om Sonora. Omgivningarna runt Sonora är en mosaik av jordbruksmark och naturlig växtlighet.